# Нојтраублинг
Нојтраублинг (њем. Neutraubling) град је у њемачкој савезној држави Баварска. Једно је од 41 општинског средишта округа Регенсбург. Према процјени из 2010. у граду је живјело 12.641 становника. Посједује регионалну шифру (AGS) 9375174.

## Географски и демографски подаци
Нојтраублинг се налази у савезној држави Баварска у округу Регенсбург. Град се налази на надморској висини од 330 метара. Површина општине износи 9,8 km². У самом граду је, према процјени из 2010. године, живјело 12.641 становника. Просјечна густина становништва износи 1.297 становника/km².